# Курозвенкі
Курозвенкі (пол. Kurozwęki) — село в Польщі, у гміні Сташув Сташовського повіту Свентокшиського воєводства.
Населення — 749 осіб (2011).
У 1975-1998 роках село належало до Тарнобжезького воєводства.

## Демографія
Демографічна структура на день 31 березня 2011 року:
|          | Загалом | Допрацездатний вік | Працездатний вік | Постпрацездатний вік |
| -------- | ------- | ------------------ | ---------------- | -------------------- |
| Чоловіки | 340     | 55                 | 233              | 52                   |
| Жінки    | 409     | 57                 | 182              | 170                  |
| Разом    | 749     | 112                | 415              | 222                  |